# Porta Trasimena
La Porta Trasimena, chiamata anche Arco di San Luca per la vicinanza alla Chiesa di san Luca, si trova a Perugia, in via dei Priori.

## Storia
La Porta Trasimena fu costruita nella seconda metà del III secolo a.C., all'interno delle coeve mura etrusche. Era una delle sette porte di accesso alla città etrusca lungo la via per il lago Trasimeno.
Durante il Medioevo venne ricostruita: l'originale arco a tutto sesto fu modificato in un arco ogivale e venne aggiunto il leone tuttora presente sulla facciata.

## Descrizione
Sulla sommità dell'arco vi è un segno di non sicura interpretazione: un sagittario con una mezza luna. C'è un'iscrizione romana: AUGUSTA PERUSIA-COLONIA VIBIA